# Хванчкара (вино)
Хванчкара (груз. ხვანჭკარა) — природно-напівсолодке грузинське червоне вино, вироблене виноробами Грузії. Виготовляється з винограду Александроулі і Муджуретулі, вирощуваного в Амбролаурському районі Грузії.
Вино Кіпіані, створене Леваном і Дмитром Кіпіані, здобуло нагороду на міжнародній виставці в Бельгії. Це вино, яке випускається з 1932 року під маркою «Хванчкара», прийнято вважати улюбленим напоєм Йосипа Сталіна.

## Характеристика та виробництво
Колір темно-рубіновий. Букет сильно розвинений смак гармонійний, з тонами малини. Кондиції вина: спирт 10,5—12 %, цукор 3-5 %, титрована кислотність 6-7 г/л. Виноград збирають при цукристості не нижче 22 %, дроблять із гребневідділенням. Виноматеріали готують зброджуванням сусла на меззі з плаваючою або зануреною «шапкою» при температурі 28-32°С до вмісту цукру 5-7 г/100 см³ з подальшим охолодженням до 2-3 °С. Стабілізацію вина забезпечують пляшковою пастеризацією.
Бродіння вина проводиться у мікрозоні Хванчкара (муніципальний округ Рача-Амбролаурі, область Рача). Спосіб виготовлення вина пов'язаний з перериванням бродіння виноградного сусла. Такий спосіб був підказаний самою природою. Він лежить в основі рача-лечхумської технології виробництва природно-напівсолодких вин: виноградний сік бродить разом з мезгою в квеврі, але через низькі температури в передгір'ях Великого Кавказу, де розташована Рача, насичений цукром виноград зброджує не повністю, і у вині є залишковий цукор.

## Правові аспекти
У січні 2012 року уряд Грузії домігся визнання права на бренд «Хванчкара». Законом Грузії «Про контрольовані регіони походження вин» від 2010 року назву Хванчкара включено в список апелясьйонів Грузії і не може бути використано виробниками вина за межами певного географічного регіону.